# Henryk Dembiński (generał)

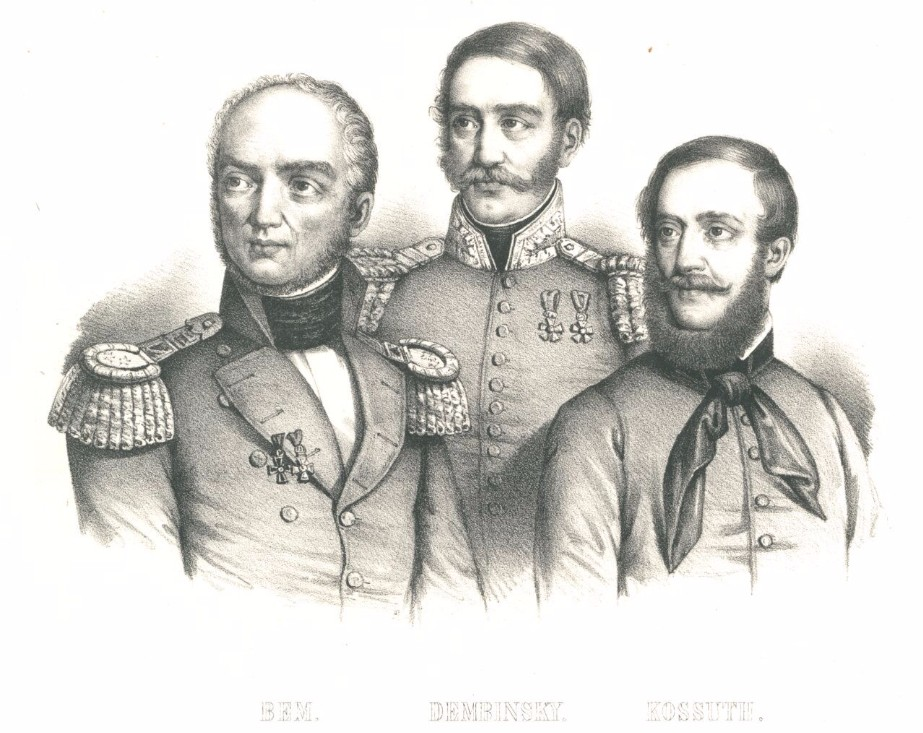
Henryk Dembiński w towarzystwie gen. Józefa Bema i węgierskiego bohatera narodowego Lajosa Kossutha

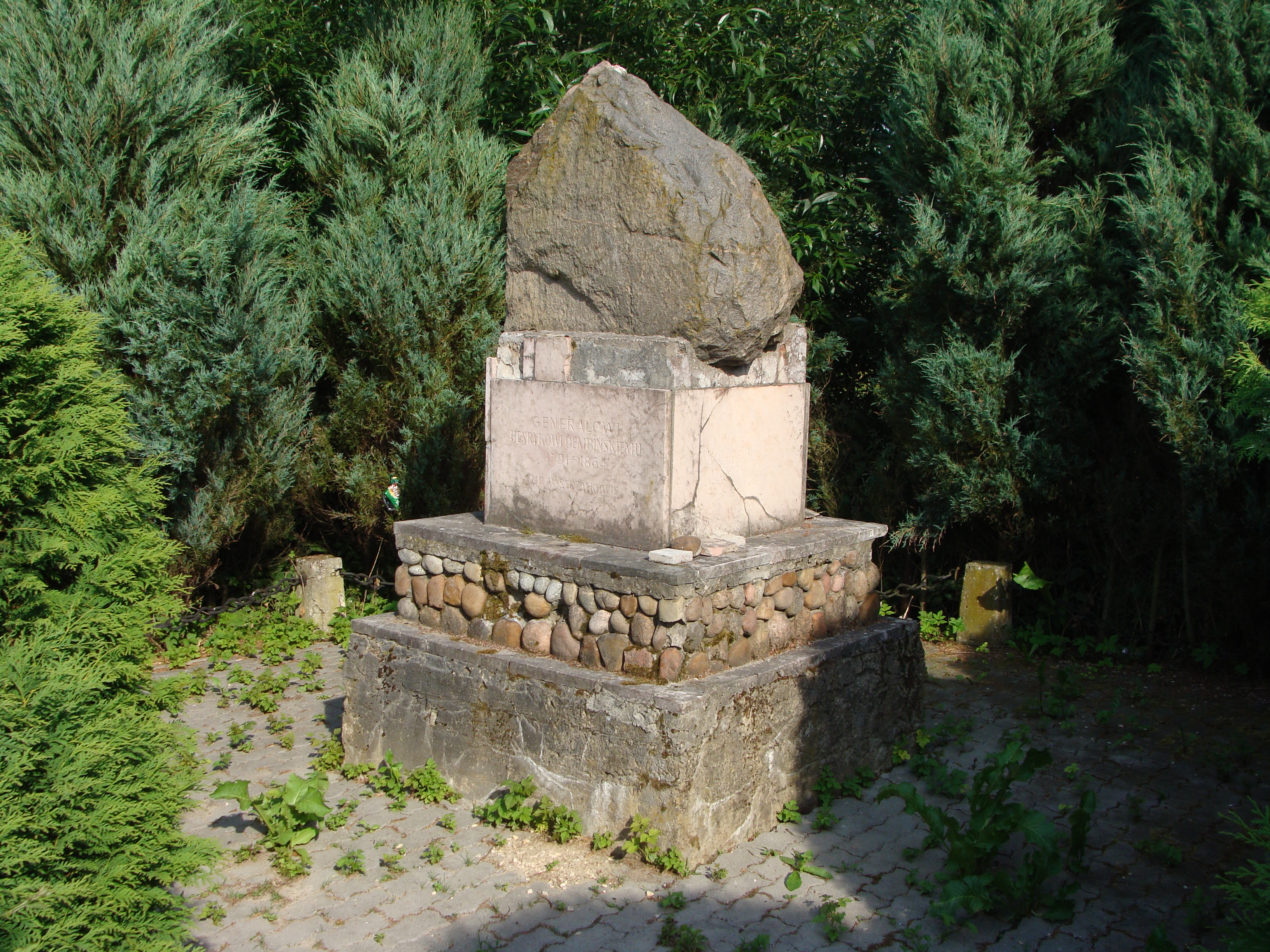
Pomnik gen. Henryka Dembińskiego w Strzałkowie.

Henryk Dembiński, herbu Nieczuja (ur. 16 stycznia 1791 w Strzałkowie, zm. 13 czerwca 1864 w Paryżu) – polski generał, uczestnik napoleońskiej wyprawy na Rosję, powstania listopadowego i powstania węgierskiego a także podróżnik i inżynier.

## Życiorys
Syn chorążego krakowskiego Ignacego Dembińskiego i Marianny Moszyńskiej – córki hrabiów Moszyńskich, grand-metrów saskiego dworu. Pierwsze lata życia spędził we wsi Góry, w majątku ziemskim należącym do jego dziadka. Kiedy rodzice kupili wieś Sędziejowice, zamieszkał razem z nimi w obszernym dworze.
Posłany do wojskowej szkoły inżynierskiej w Wiedniu. W 1809 nie przyjął stopnia oficerskiego w armii austriackiej i zaciągnął się jako szeregowiec do armii Księstwa Warszawskiego. W 1812 awansowany na porucznika, a potem w trakcie bitwy pod Smoleńskiem na stopień kapitana. Był posłem na Sejm Królestwa Polskiego w roku 1825. Krótki czas mieszkał w Witkowicach koło Ropczyc.
Brał udział w powstaniu listopadowym, gdzie wyróżnił się zwłaszcza w wyprawie na Litwę.

Wjazd triumfalny Henryka Dembińskiego na Pragę

W sierpniu 1831 został mianowany generałem dywizji i przez krótki czas pełnił funkcję wodza naczelnego. Gubernator wojskowy Warszawy od 9 sierpnia do 12 sierpnia 1831. Brał także udział w bitwach pod Dębem Wielkim i Ostrołęką. Po zakończeniu powstania wyemigrował do Francji, gdzie był związany z obozem A.J. Czartoryskiego. Członek władz Związku Jedności Narodowej.
W powstaniu węgierskim w 1849 roku dowodził węgierską Armią Północną, następnie powołany na stanowisko szefa sztabu naczelnego i wodza naczelnego armii węgierskiej. Ponieważ jego kandydatura wzbudzała zazdrość wśród niektórych węgierskich przywódców (szczególnie Artúra Görgeya), z funkcji tej zrezygnował po niepowodzeniu pod Kápolną. Po kolejnej klęsce armii węgierskiej pod Temeszwarem oraz rezygnacji Lajosa Kossutha wyjechał do Turcji i wstąpił do armii sułtana osmańskiego Abdülmecida I.
W 1850 r. powrócił do Paryża, gdzie zmarł w 1864 roku. Pochowany na cmentarzu w Montmorency.

## Upamiętnienie
W Strzałkowie w miejscowości urodzenia gen. Henryka Dembińskiego w okresie Polski Ludowej zbudowano pomnik poświęcony generałowi na którym umieszczono napis, cyt.GENERAŁOWI HENRYKOWI DEMBIŃSKIEMU 1791-1864 UR W STRZAŁKOWIE BOHATEROWI WALK O WOLNOŚĆ POLSKI 1830/31 I WĘGIER 1848/49 RODACY.
W Budapeszcie znajduje się ulica Dembinszky utca.